# Боротьба триває (фільм, 1931)
Про однойменний фільм див. Боротьба триває (фільм, 1938)
«Боротьба триває» (інші назви: «Корінці комуни», «Пагони жовтня») — радянський художній фільм 1931 року, знятий режисером Леонідом Луковим на студії «Українфільм».

## Сюжет
Про участь міських піонерів в боротьбі за соціалістичну перебудову українського села.

## У ролях
- Іван Маркс — старий робітник
- Семен Грабін — тракторист
- Федір Гамалей — шкідник
- Тетяна Токарська — селянка
- Михайло Гайворонський — куркуль
- Д. Любченко — куркуль
- С. Мелещенко — селянин
- К. Залле — піонервожата

## Знімальна група
- Режисер — Леонід Луков
- Сценаристи — Володимир Алексєєв, Леонід Луков
- Оператори — Володимир Окулич, Олександр Сухов
- Художник — Михайло Семененко